# 蘇格蘭衛隊

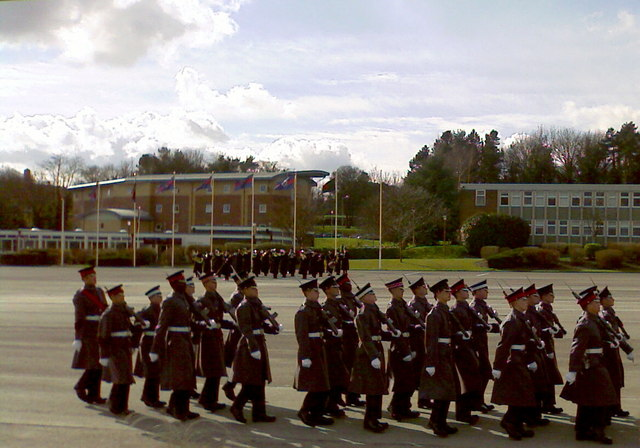
新兵在卡特里克操場練習步操。

蘇格蘭衛隊（英語：Scots Guards），是轄下於衛兵師其中一支英國御林軍的步兵部隊。他們原本是查理一世的近身護衛。雖然他們是在1686年才納入當時的英國陸軍編制，然而其歷史可以追溯到1642年。

## 編制
經過1990年的陸軍重組，蘇格蘭衛隊由原本兩個營隊的編制，縮減至現今的一個營隊及一支連隊，分別為第一營隊及F連隊。
第一營是衛隊的主要戰鬥部隊編屬於第12裝甲步兵旅。是一支具有高度可部署性的機械化步兵營可以對國內外、和平時期或戰爭期間的任何危機迅速作出反應。該營目前位於奧爾德肖特, 由三個步兵連、一個武器支援連和總部後勤連組成。
F連是該團的一個永久駐紮在倫敦的小型獨立分支, F連職責主要為守衛白金漢宮、溫莎城堡和倫敦塔。
蘇格蘭衛隊的風笛鼓樂隊由第一營的士兵組成, 是訓練有素的士兵經常會作為部隊的機槍排、醫生、裝甲車司機、武器專家和指揮官參與實戰。
蘇格蘭衛隊樂隊編組於18世紀初, 樂隊成員主要專注於音樂發展, 但他們是可部署的士兵經常為戰場上的傷患和野戰醫院提供支援。

## 歷史

### 1642–1804
阿奇博爾德·坎貝爾奉查理一世之命成立了蘇格蘭近衛團當時名為阿蓋爾侯爵的皇家軍團（Marquis of Argyll's Royal Regiment）的蘇格蘭衛隊。
然而，阿蓋爾侯爵的皇家軍團其後在三國之戰中卻倒戈跟與查理一世同樣都是保王黨陣營的蒙羅斯侯爵開戰。
斯圖亞特王朝的查理二世復辟後，喬治·利文斯頓, 第三代林利斯高伯爵於1660年11月23日收到一項委託以改革阿蓋爾侯爵的皇家軍團並改名為蘇格蘭衛隊。 
1679年博斯韋爾橋之戰及1685 年推翻英格蘭國王詹姆斯二世的阿蓋爾起義後蘇格蘭衛隊的編制擴大到兩個營。當大同盟戰爭 於1689年開始時，第一營被派往法蘭德斯；第二營在愛爾蘭服役並在1690年光榮革命中的博因河戰役中戰鬥，第二營在1691年加入第一營。聯合的兩個營參加了1695年納莫爾圍攻中的斯滕凱爾克戰役和內爾溫登戰役。1697年法國與大同盟各國簽訂雷斯威克條約之後大同盟戰爭正式結束，該團返回蘇格蘭。
西班牙王位繼承戰爭期間衛隊留在蘇格蘭；1712年改名為步兵衛隊第三團並調到倫敦，其後100年沒有再回到蘇格蘭。
在1740-1748年奧地利王位繼承戰爭期間，第一營分別於1743年在德廷根戰役和1745年4月在豐特努瓦戰役服役，蘇格蘭衛隊的兩個營在1745年詹姆斯黨叛亂期間都在倫敦; 威廉·賀加斯的一幅版畫作品展示了他們以採取防禦狀態進軍倫敦北部。1747年7月第二營被派往法蘭德斯在勞夫費爾德戰役作戰，奧地利王位繼承戰爭以簽訂第二亞琛和約結束。

### 1805–1913
1809年4月第一營被派往伊比利亞半島參與半島戰爭。它參加了5月12日橫渡斗羅河的行動，並在波圖及其周邊地區的行動後成功使法軍完全撤退到阿馬蘭蒂。1809年7月下旬該團參加了塔拉韋拉戰役，這是戰爭期間最血腥、最慘痛的戰役之一。同年12月第二營的側連在低地國家參加了損失慘重的瓦爾赫倫島戰役。
1811年5月第一營分別參加了富恩特斯·德·奧尼奧羅戰役、1812年7月的薩拉曼卡戰役、1813年夏季的聖塞巴斯提安圍城戰和1813年12月的尼夫戰役。
1815年6月的滑鐵盧戰役中，蘇格蘭衛隊被安置在乌古蒙後的山脊上。衛隊的輕裝步兵連由詹姆斯·麥克唐納中校指揮下在整場戰役中都緊守着聯軍右翼的關鍵防禦陣地胡古蒙特農場。

### 1914–1945
第一次世界大戰
蘇格蘭衛隊第一營隸屬於第一步兵師 轄下的第一（衛兵）旅 該部隊於1914年作為 英國遠征軍的一部分抵達法國。第一營參加了1914年8月的蒙斯戰役、1914年9月的第一次馬恩河戰役和埃納河戰役。第一營和第二營參加了1914年11月的第一次伊珀爾戰役、1915年5月的歐貝爾戰役和1915年9月的洛斯昂戈埃勒戰役。1916年7月蘇格蘭衛隊參加了第一次索姆河戰役，1917年7月參與帕森达勒战役。1918年3月第二次索姆河戰役後蘇格蘭衛隊在秋天參加了西線的最後一場戰役。戰爭結束後蘇格蘭衛隊隨後加入駐科隆的英國佔領軍，1919年返回英國。
第二次世界大戰
1940年4月第1營跟隨第24衛兵旅 投入挪威戰役。而第2營在北非作為第24衛兵旅的轄下單位在埃及和利比亞與義軍進行了激烈的戰鬥。1943年3月在德軍反擊北非的盟軍後，第二營參加了梅德寧防禦戰。1943年9月第2營調到第56（倫敦）步兵師轄下的第201衛兵旅參加了登陸薩萊諾的行動。同年12月第1營抵達意大利戰場。1944年初的卡西諾戰役 第二營在艱苦的戰鬥中遭受了慘重的傷亡。第一營於1944年5月加入南非第6裝甲師。在整個1944年蘇格蘭衛隊參加了許多激烈的戰鬥，包括進攻強大的哥德防線。1945年該團繼續參加一些激烈的戰鬥，包括4月在博尼卡地區的兩棲登陸行動，第一營在那裡的激烈戰鬥過程中傷亡慘重。而第二營在3月抵達歐洲西北部加入了衛隊裝甲師。5月8日，經過六年漫長的戰爭，歐洲戰區的戰事正式結束，5月14日隨著盟軍宣告歐洲勝利日，蘇格蘭衛隊進駐並控制了德國的黑爾戈蘭島。1946年12月返回英國。

### 1946年至今
1948年蘇格蘭衛隊第二營被派駐馬來亞聯合邦時再次捲入戰爭，在馬來亞緊急狀態事件中打擊馬來亞人民解放軍的反殖民叛亂分子。蘇格蘭衛隊捲入了峇冬加里屠殺慘案，24名手無寸鐵的平民在英軍的屠殺中喪生。然後在1951年第一營被部署到塞浦路斯，1952年2月該營部署到埃及蘇伊士運河區。1970年代初第一營和第二營都部署在北愛爾蘭。
1982年福克蘭戰爭期，蘇格蘭衛隊的主力在Tumbledown山的西側開始推進。6月14日凌晨的激烈和血腥的戰鬥中，「戴上貝雷帽而不是頭盔」的第二營士兵向強壯的阿根廷陸軍發起刺刀衝鋒，這是英軍史上最後的刺刀突擊戰之一。
2004年第一營歸入第4裝甲旅之下部署到伊拉克，為期6個月。第4旅由第1機械化旅接防，並加入了由英軍指揮的多國師（東南部）。由於陸軍 2020 改革蘇格蘭衛隊第一營將搬回卡特域，並編屬於新的打擊旅下指揮。

## 結構
- 第一營
  - 三個機械化連
    - 右側（上級連隊 Senior Company）
    - C連
    - 左側

  - 武器支援連（B連）
  - 總部後勤連（HQ連）（英語：Headquarters and Logistics Company）
- F連

## 結盟部隊
- 英國皇家海軍–D37軍艦（英语：HMS Duncan (D37)）
- 澳洲陸軍–皇家澳洲軍團第三營（英语：3rd Battalion, Royal Australian Regiment）

| 前任： 高士廉衛隊 | 步兵部隊的先後排序 | 繼任： 愛爾蘭衛隊 |